# Pontischer Beifuß
Pontischer Beifuß (Artemisia pontica) oder Römischer Wermut ist eine Pflanzenart aus der Gattung Artemisia innerhalb der Familie der Korbblütler (Asteraceae).

## Beschreibung

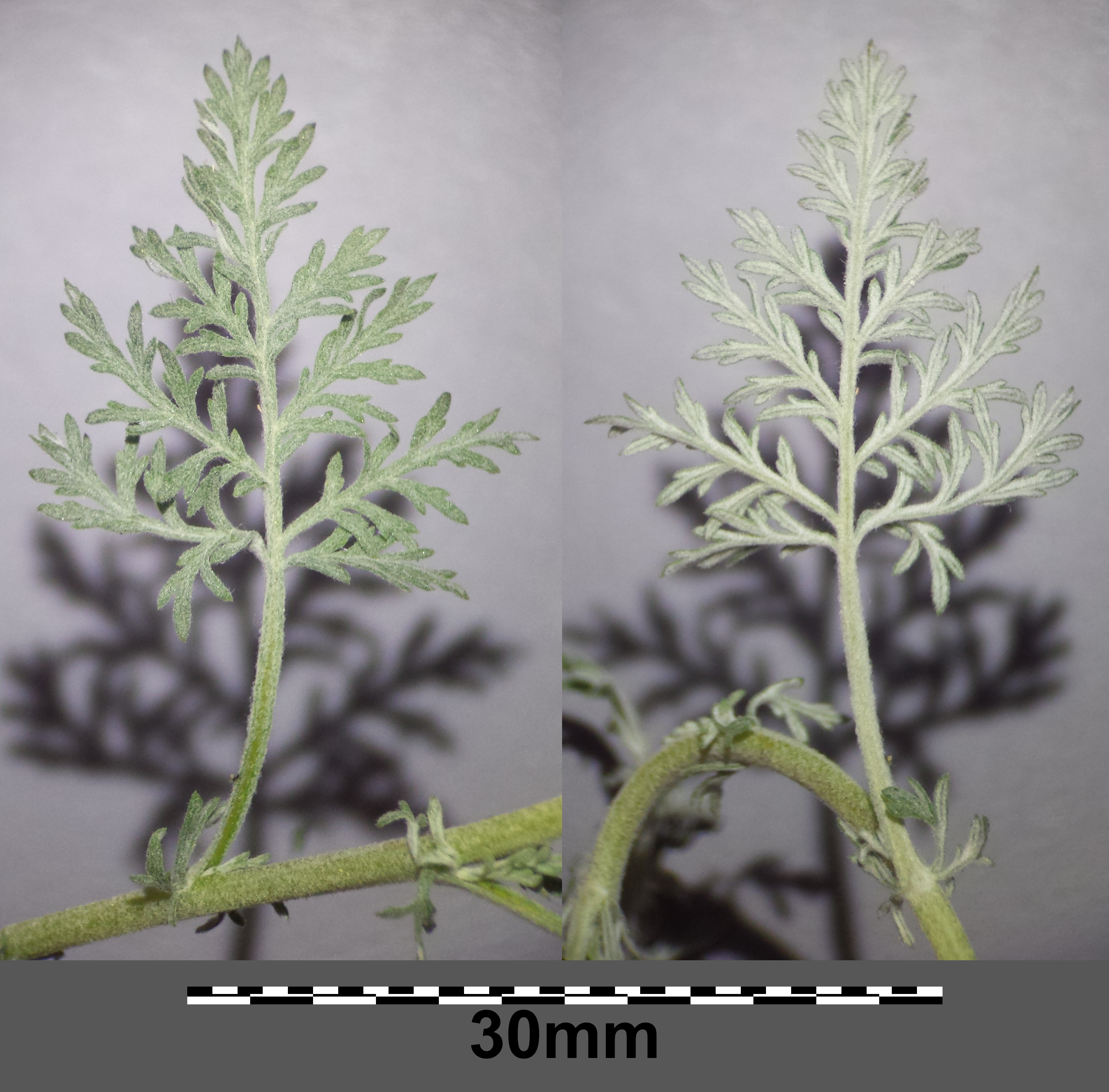
Blätter, links die Oberseite, rechts die Unterseite

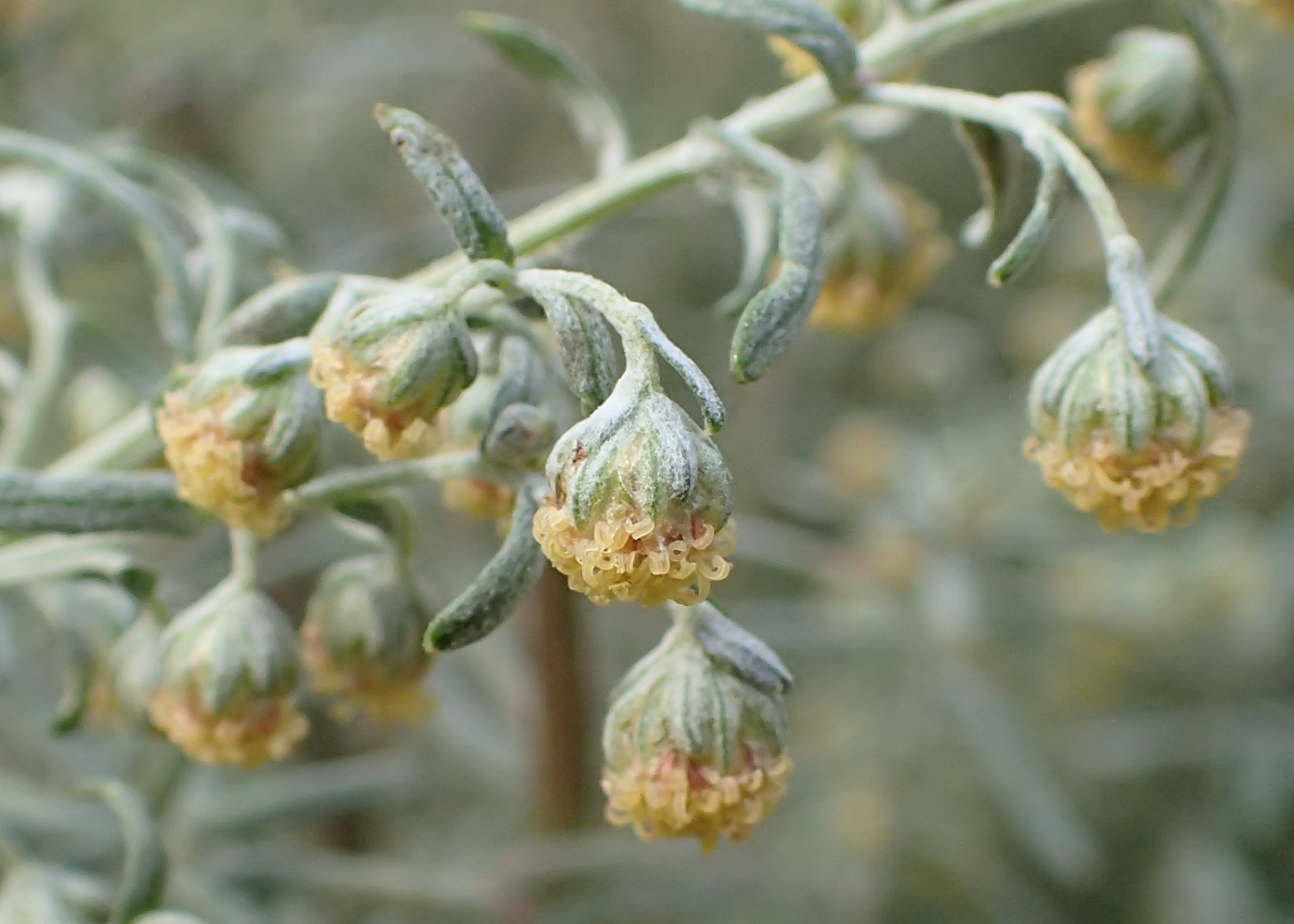
Blütenkörbchen

### Vegetative Merkmale
Der Pontische Beifuß ist eine aromatische, sommergrüne, ausdauernde, krautige Pflanze, die Wuchshöhen von 40 bis 60, selten bis 80 Zentimetern erreicht. Als Speicherorgan ist ein kriechendes, verholzendes Rhizom mit unterirdischen Ausläufern vorhanden. Sie bildet mehrere aufrecht wachsende, braune Stängel aus, die entweder kahl oder feinbehaart sind.
Die Laubblätter sind glanzlos, matt graufilzig, seidig behaart; an der Blattoberfläche kann die Behaarung auch graugrünlich ausgeprägt sein. Die unteren Stängelblätter sind kurz gestielt, die oberen dagegen sitzend. Die Blattspreiten sind bei einer Länge von 1 bis 5 Zentimetern sowie einer Breite von 1 bis 3 Zentimetern im Umriss eiförmig und sind doppelt fiederschnittig. Die regelmäßig abstehenden, spitzen Blattzipfel sind 3 bis 4 Millimeter lang und 0,5 bis 1 Millimeter breit. Die Laubblätter besitzen halbstängelumfassende Öhrchen.

### Generative Merkmale
Die Blütezeit erstreckt sich von August bis Oktober. In einem säulenförmigen rispigen Gesamtblütenstand befinden sich die Körbchenen die dicht angeordnet die Blüten enthalten. Die Blütenkörbchen sind bei einem Durchmesser von 2,5 bis 4 Millimetern fast kugelig. Der Korbboden ist kahl. Die angedrückten Hüllblätter sind graufilzig behaart; bis auf die äußeren lanzettlichen Hüllblätter bilden sie eine verkehrt-eiförmige Form aus. Ein Blütenkörbchen enthält 10 bis 12 weibliche und 40 bis 45 zwittrige Blüten. Die 0,2 bis 0,3 Millimeter lange, gelbe Krone der Röhrenblüten ist nicht drüsig und kahl oder zerstreut behaart. Die relativ kurzen Narbenlappen bleiben in der Kronröhre verborgen.
Die kahle Achäne ist bei einer Länge von 0,1 bis 0,2 Millimetern ellipsoid.
Die Chromosomenzahl beträgt 2n = 18.

## Ökologie
Der Pontische Beifuß gehört zur Blumenklasse der Windblütler. Die Bestäubung erfolgt gewöhnlich durch den Wind. Gelegentlich wird er von Insekten besucht, die dann auch die Bestäubung durchführen. Typische Bestäuber sind kurzrüsselige Bienen, Schwebfliegen, Käfer und Fliegen. Nektar wird nicht angeboten. Die Ausbreitung der Achänen erfolgt über den Wind und den Menschen, z. B. durch Saatgut. Die vegetative Vermehrung erfolgt über „Wurzelsprosse“.

## Vorkommen und Gefährdung
Das natürliche Verbreitungsgebiet von Artemisia pontica umfasst das warmgemäßigte Südosteuropa bis Nord-Kasachstan und Südwest-Sibirien. Es gibt Fundortangaben für Tschechien, Österreich, Ungarn, Polen, der Slowakei, Slowenien, Serbien, Bulgarien, Rumänien, Ukraine, Russland, Moldawien, Kasachstan, Sibirien und China. Hier wächst sie in Gebüschgruppen und gestörten Wiesensteppen. Darüber hinaus kommt der Pontische Beifuß in Europa in Deutschland, Belgien, Frankreich, der Schweiz, Polen, Norwegen, Dänemark, in Großbritannien sowie im gemäßigten Osten Nordamerikas als Neophyt vor. Der Pontische Beifuß kommt in Mitteleuropa vor in Gesellschaften der Ordnung Agropyretalia und der Klasse Festuco-Brometea. In der Schweiz kommt er vor in Gesellschaften der Trockenwarmen Mauerflur (Verband Centrantho-Parietarion). Er steigt im Schweizer Jura bis 1220 Meter Meereshöhe auf.
Die ökologischen Zeigerwerte nach Landolt et al. 2010 sind in der Schweiz: Feuchtezahl F = 2 (mäßig trocken), Lichtzahl L = 4 (hell), Reaktionszahl R = 4 (neutral bis basisch), Temperaturzahl T = 4+ (warm-kollin), Nährstoffzahl N = 4 (nährstoffreich), Kontinentalitätszahl K = 4 (subkontinental), Salztoleranz = 1 (tolerant).
In Österreich ist der Pontische Beifuß im Bereich der Pannonischen Florenprovinz selten und in den restlichen Regionen sehr selten bis unbeständig. Er ist im Burgenland, in Wien, Niederösterreich und Kärnten anzutreffen. In Oberösterreich und der Steiermark gibt es nur lokale und unbeständige Vorkommen. Der Pontische Beifuß wird in der Roten Liste Österreichs als gefährdete Art geführt.

## Taxonomie
Die Erstveröffentlichung von Artemisia pontica erfolgte 1753 durch Carl von Linné in Species Plantarum, Tomus II, S. 847. Synonyme für Artemisia pontica L. sind Artemisia altaica Desf., Artemisia balsamita Willd. und Absinthium ponticum Besser.

## Trivialnamen
Im deutschsprachigen Raum werden oder wurden für diese Pflanzenart, zum Teil nur regional, auch die Trivialnamen Allkraut (Schlesien), Albraute (Schlesien), Frauenwermuth (Württemberg), Grabkraut und Schofwiermerth (Siebenbürgen) verwendet. Lateinisch wurde diese Pflanzenart auch als Absinthium ponticum bezeichnet.

## Nutzung
Der Pontische Beifuß wird selten als bodendeckende Zierpflanze genutzt. Seit dem 16. Jahrhundert ist eine Kultivierung als Heilpflanze nachgewiesen, heute wird er aber kaum noch angebaut. Er benötigt einen sonnigen Standort. Die Vermehrung erfolgt über Aussaat und Teilung.

## Belege

### Einzelbelege
1. 1 2  
Leila M. Shultz: Artemisia pontica. In: Flora of North America Editorial Committee (Hrsg.): Flora of North America North of Mexico. Volume 19: Magnoliophyta: Asteridae, part 6: Asteraceae, part 1 (Mutisieae–Anthemideae). Oxford University Press, New York / Oxford u. a. 2006, ISBN 0-19-530563-9, S. 531 (englisch, online).
2. ↑  
Pontischer Beifuß. auf FloraWeb.de, abgerufen am 30. Januar 2012.
3. 1 2  
Erich Oberdorfer: Pflanzensoziologische Exkursionsflora für Deutschland und angrenzende Gebiete. Unter Mitarbeit von Angelika Schwabe und Theo Müller. 8., stark überarbeitete und ergänzte Auflage. Eugen Ulmer, Stuttgart (Hohenheim) 2001, ISBN 3-8001-3131-5, S. 944.
4. ↑  
Pontischer Beifuß. In: BiolFlor, der Datenbank biologisch-ökologischer Merkmale der Flora von Deutschland.
5. ↑  
Artemisia im Germplasm Resources Information Network (GRIN), USDA, ARS, National Genetic Resources Program. National Germplasm Resources Laboratory, Beltsville, Maryland. Abgerufen am 17. Februar 2018.
6. 1 2  
Artemisia pontica L. In: Info Flora, dem nationalen Daten- und Informationszentrum der Schweizer Flora. Abgerufen am 4. April 2023.
7. ↑  
Gerhard Wagenitz et al.: Familie Compositae II. S. 644–645. In Gustav Hegi: Illustrierte Flora von Mitteleuropa. 2. Auflage Band VI, Teil 3, Verlag Paul Parey, Berlin, Hamburg 1987, ISBN 3-489-86020-9.
8. ↑  
Manfred A. Fischer, Karl Oswald, Wolfgang Adler: Exkursionsflora für Österreich, Liechtenstein und Südtirol. 3., verbesserte Auflage. Land Oberösterreich, Biologiezentrum der Oberösterreichischen Landesmuseen, Linz 2008, ISBN 978-3-85474-187-9, S. 925.
9. ↑  
Carl von Linné: Species Plantarum. Band 2. Lars Salvius, Stockholm 1753, S. 847 (eingescannt).
10. ↑  
Georg August Pritzel, Carl Jessen: Die deutschen Volksnamen der Pflanzen. Neuer Beitrag zum deutschen Sprachschatze. Philipp Cohen, Hannover 1882, S. 44, eingescannt.
11. ↑  Otto Zekert (Hrsg.): Dispensatorium pro pharmacopoeis Viennensibus in Austria 1570. Hrsg. vom österreichischen Apothekerverein und der Gesellschaft für Geschichte der Pharmazie. Deutscher Apotheker-Verlag Hans Hösel, Berlin 1938, S. 133.
12. ↑  
Eckehart J. Jäger, Friedrich Ebel, Peter Hanelt, Gerd K. Müller (Hrsg.): Exkursionsflora von Deutschland. Begründet von Werner Rothmaler. Band 5: Krautige Zier- und Nutzpflanzen. Springer, Spektrum Akademischer Verlag, Berlin/Heidelberg 2008, ISBN 978-3-8274-0918-8, S. 618–620.